# Список членов Совета Республики Беларусь VII созыва
Совет Республики Национального собрания Республики Беларусь VII созыва (бел. Савет Рэспублікі Нацыянальнага сходу Рэспублікі Беларусь VII склікання)— верхняя палата белорусского парламента, избранная на непрямых выборах областными Советами депутатов 7 ноября 2019 года.
12 ноября 2019 года на заседании Центральной комиссии Республики Беларусь по выборам и проведению республиканских референдумов установлены итоги выборов членов Совета Республики Национального собрания Республики Беларусь седьмого созыва. От каждой области, города Минска избрано по восемь членов Совета Республики, ещё 4 члена были назначены Президентом Республики Беларусь. Всего избрано 60 членов Совета Республики.

## Порядок формирования

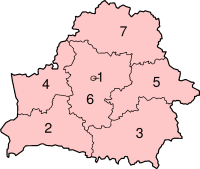
Карта Республики Беларусь, цифрами обозначены:
1 — город Минск;
2 — Брестская область;
3 — Гомельская область;
4 — Гродненская область;
5 — Могилёвская область;
6 — Минская область;
7 — Витебская область

Совет Республики является палатой территориального представительства. В соответствии с частью второй статьи 91 Конституции Республики Беларусь от каждой области и города Минска тайным голосованием избираются на заседаниях депутатов местных Советов, депутатов базового уровня каждой области и города Минска по восемь членов Совета Республики. Восемь членов Совета Республики назначаются Президентом Республики Беларусь.
В соответствии с Конституцией Республики Беларусь выборы нового состава Совета Республики назначаются Президентом Республики Беларусь не позднее четырех месяцев и проводятся не позднее 30 дней до окончания полномочий Совета Республики действующего созыва. Внеочередные выборы Совета Республики проводятся в течение трех месяцев со дня досрочного прекращения его полномочий.
Членом Совета Республики может быть гражданин Республики Беларусь, достигший 30 лет и проживший на территории соответствующей области, города Минска не менее пяти лет. Член Совета Республики не может быть одновременно депутатом Палаты представителей, членом Правительства; не допускается совмещение обязанностей члена Совета Республики с одновременным занятием должности Президента Республики Беларусь или судьи.
Первая после выборов сессия Совета Республики созывается Центральной комиссией по выборам и проведению республиканских референдумов и начинает свою работу не позднее чем через 30 дней после выборов.

## Структуры и состав

### Руководство Совета Республики
- Наталья Ивановна Кочанова — Председатель Совета Республики Национального собрания Республики Беларусь (назначена Президентом Республики Беларусь членом Совета Республики Национального собрания Республики Беларусь VII созыва);
- Анатолий Михайлович Исаченко — Заместитель Председателя Совета Республики Национального собрания Республики Беларусь (назначен Президентом Республики Беларусь членом Совета Республики Национального собрания Республики Беларусь VII созыва)[1].

### Президиум Совета Республики
- Виктор Андреевич Лискович — Председатель Постоянной комиссии Совета Республики Национального собрания Республики Беларусь по образованию, науке, культуре и социальному развитию (избран членом Совета Республики Национального собрания Республики Беларусь седьмого созыва от Гродненской области)
- Сергей Анатольевич Рачков — Председатель Постоянной комиссии Совета Республики Национального собрания Республики Беларусь по международным делам и национальной безопасности (назначен Президентом Республики Беларусь членом Совета Республики Национального собрания Республики Беларусь седьмого созыва)
- Татьяна Аркадьевна Рунец — Председатель Постоянной комиссии Совета Республики Национального собрания Республики Беларусь по экономике, бюджету и финансам (Избрана членом Совета Республики Национального собрания Республики Беларусь седьмого созыва от города Минска)
- Михаил Иванович Русый — Председатель Постоянной комиссии Совета Республики Национального собрания Республики Беларусь по региональной политике и местному самоуправлению (Назначен Президентом Республики Беларусь членом Совета Республики Национального собрания Республики Беларусь седьмого созыва)
- Сергей Михайлович Сивец — Председатель Постоянной комиссии Совета Республики Национального собрания Республики Беларусь по законодательству и государственному строительству (избран членом Совета Республики Национального собрания Республики Беларусь седьмого созыва от города Минска)[2].

## Результаты
Совет Республики Национального собрания Республики Беларусь VII созыва состоит из следующих членов (полужирным выделены члены Президиума Совета Республики):
| Брестская область                  | Витебская область              | Гомельская область                  | Гродненская область             |
| ---------------------------------- | ------------------------------ | ----------------------------------- | ------------------------------- |
| Карпицкий, Александр Сергеевич     | Демидов, Дмитрий Владимирович  | Абель, Татьяна Валерьевна           | Байко, Валентин Валентинович    |
| Маркевич, Василий Петрович         | Деркач, Юрий Николаевич        | Котович, Владимир Олегович          | Гедич, Игорь Николаевич         |
| Наркевич, Юрий Иосифович           | Жингель, Олег Валентинович     | Ляхов, Александр Андреевич          | Лискович, Виктор Андреевич      |
| Протосовицкий, Григорий Васильевич | Левкович, Ирина Петровна       | Неверов, Алексей Николаевич         | Романов, Олег Александрович     |
| Сачковская, Ирина Юльяновна        | Матвеев, Владимир Семенович    | Слинько, Олег Михайлович            | Серафинович, Екатерина Адамовна |
| Хроленко, Владимир Фёдорович       | Пантюхова, Елена Валерьяновна  | Смоляк, Алла Викторовна             | Снежицкий, Виктор Александрович |
| Шатликова, Тамара Анатольевна      | Полушкина, Татьяна Геннадьевна | Шишкин, Андрей Геннадьевич          | Сороко, Эльвира Алексеевна      |
| Шолтанюк, Анатолий Витальевич      | Щастный, Анатолий Тадеушевич   | Яшков, Феликс Валентинович          | Шишко, Александр Николаевич     |
| Минская область                    | Могилёвская область            | город Минск                         | Назначенные Президентом         |
| Бачило, Александр Александрович    | Ананич, Виктор Михайлович      | Дроздовский, Константин Викентьевич | Исаченко, Анатолий Михайлович   |
| Гайдукевич, Валерий Владимирович   | Анюховский, Сергей Анатольевич | Иванец, Андрей Иванович             | Кочанова, Наталья Ивановна      |
| Головатый, Иван Иванович           | Воронюк, Дмитрий Сергеевич     | Ильина, Марина Александровна        | Рачков, Сергей Анатольевич      |
| Зябликова, Елена Олеговна          | Дьяченко, Олег Викторович      | Руммо, Олег Олегович                | Русый, Михаил Иванович          |
| Капуцкая, Калина Викторовна        | Каско, Игорь Борисович         | Рунец, Татьяна Аркадьевна           | Басков, Дмитрий Юрьевич         |
| Лукьянов, Владимир Михайлович      | Кушнаренко, Алексей Иванович   | Русакович, Андрей Владимирович      |                                 |
| Суконко, Олег Григорьевич          | Полищук, Валерий Николаевич    | Сивец, Сергей Михайлович            |                                 |
| Якубицкая, Наталья Викторовна      | Портник, Олег Петрович         | Чайчиц, Виктор Иванович             |                                 |